# Chandpur (distrikt i Bangladesh)
Chandpur (bengali: চাঁদপুর, engelska: Chandpur District) är ett distrikt i Bangladesh.   Det ligger i provinsen Chittagong, i den centrala delen av landet, 70 km sydost om huvudstaden Dhaka. Antalet invånare är 2 416 018. Arean är 1 704 kvadratkilometer.
Terrängen i Chandpur är mycket platt.
Trakten runt Chandpur består huvudsakligen av våtmarker. Runt Chandpur är det mycket tätbefolkat, med 1 886 invånare per kvadratkilometer.